# Apodemus latronum
Apodemus latronum — вид мишей, поширений в Китаї.

## Опис
Це гризуни невеликих розмірів, з довжиною голови і тіла 92—107 мм, довжина хвоста від 100 до 120 мм, довжина стопи від 25 до 27 мм, а довжина вух від 18 до 21 мм. 
Шерсть довга, м'яка і шовковиста. Верхня частина темно-коричневого кольору. Вуха відносно великі, темно-коричневі. Хвіст довгий, темно-коричневий в основі, світліший на кінці, і покритий крихітними волосками.

## Розповсюдження і місця проживання
Цей вид широко розповсюджений у М'янмі та східних китайських провінціях Сичуань, Юньнань і Цинхай. Ймовірно, також присутній в індійському штаті Аруначал-Прадеш
Він живе в лісах і альпійських луках до висоти 2700—4000 метрів.